# Графове на Дилинген
Графовете на Дилинген (на немски: Grafen von Dillingen) са стар швабски благороднически род. Той произлизат от рода на Хупалдингите (на немски: Hupaldinger), които резидирали във Витислинген. Те се преселват през 9/10 век в построения от тях замък в Дилинген (castellum Dilinga) и се наричат графове фон Дилинген (comites de Dilinga).
През 1220 г. замъкът се нарича castrum Dilingin.
Първият граф на Дилинген, Хартман I (* пр. 1040, † 16 април 1121), е син на Хупалд IV († 1074) и съпругата му Аделхайд. Той се жени през 1065 г. за Аделхайд от Винтертур-Кибург († 1118) и така се сдобива с графство Кибург.
Хартман V († 1286), епископ на Аугсбург, син на Хартман IV, през 1258 г. подарява замък и град на епископия Аугсбург. Тази година Дилингите са наследени от Хелфеншайн, чрез женитбата на граф Улрих II († сл. 1294) за графиня Вилибирг фон Дилинген († пр. 1268), дъщеря на Хартман IV.

## Знаменити представители на рода
- Адалберо Аугсбургски, епископ на Аугсбург (887 – 909), възпитател на крал Людовик IV Детето
- Свети Улрих, княз-епископ на Аугсбург (923 – 973)
- Улрих I фон Кибург-Дилинген, епископ на Констанц (1111 – 1127)
- Хартман V († 1286), син на Хартман IV, епископ на Аугсбург (1248 – 1286)

## Личности
- Хугбалд или Хупалд I († 909)
- Дитпалд I († 955)
- Хупалд IV († 1074)
- Хартман I († 1121), женен за Аделхайд фон Винтертур-Кибург († 1118), баща на Улрих фон Кибург-Дилинген, епископ на Констанц
- Хартман II († 1134), син на Хартман I
- Адалберт I († 1151), син на Хартман I
- Адалберт II († 1170), син на Адалберт I
- Хартман III († 1180), син на Адалберт I, женен за Рихенза († 1170), дъщеря на граф Арнолд IV фон Баден
- Адалберт III († 1214), син на Хартман III, женен за Хейлика II, дъщеря на херцог Ото I (Вителсбахи)
- Хартман IV († 1258), син на Адалберт III, женен за Вилибирг (Вилибиргис) фон Труендинген († пр. 1246)
- Адалберт IV († 1257), син на Хартман IV, бездетен, последният граф на Дилинген